# Druogno
Druogno (piemontiul: Dravén) település Olaszországban. Lakosainak száma 1058 fő (2023. január 1.). Druogno Masera, Trontano és Santa Maria Maggiore községekkel határos.

## Népesség
A település népességének változása:
| Lakosok száma | 1055 | 1032 | 1058 |
|               | 2017 | 2018 | 2023 |